# برانكو ميلوسيفيتش
برانكو ميلوسيفيتش (بالإنجليزية: Branko Milosevic)‏ هو لاعب كرة قدم أسترالي في مركز الوسط، ولد في 21 أغسطس 1964 في أوسييك في كرواتيا. شارك مع منتخب أستراليا لكرة القدم. أما مع النوادي، فقد لعب مع دينامو زغرب ونادي سيدني أوليمبيك.